# Ponzano Romano
Ponzano Romano é uma comuna italiana da região do Lácio, província de Roma, com cerca de 1.028 habitantes. Estende-se por uma área de 19 km², tendo uma densidade populacional de 54 hab/km². Faz fronteira com Civita Castellana (VT), Civitella San Paolo, Collevecchio (RI), Filacciano, Forano (RI), Nazzano, Sant'Oreste, Stimigliano (RI).

## Demografia
| Variação demográfica do município entre 1861 e 2011                               |
|                                                                                   |
| Fonte: Istituto Nazionale di Statistica (ISTAT) - Elaboração gráfica da Wikipedia |